# Robe à tassel
 (juillet 2025).

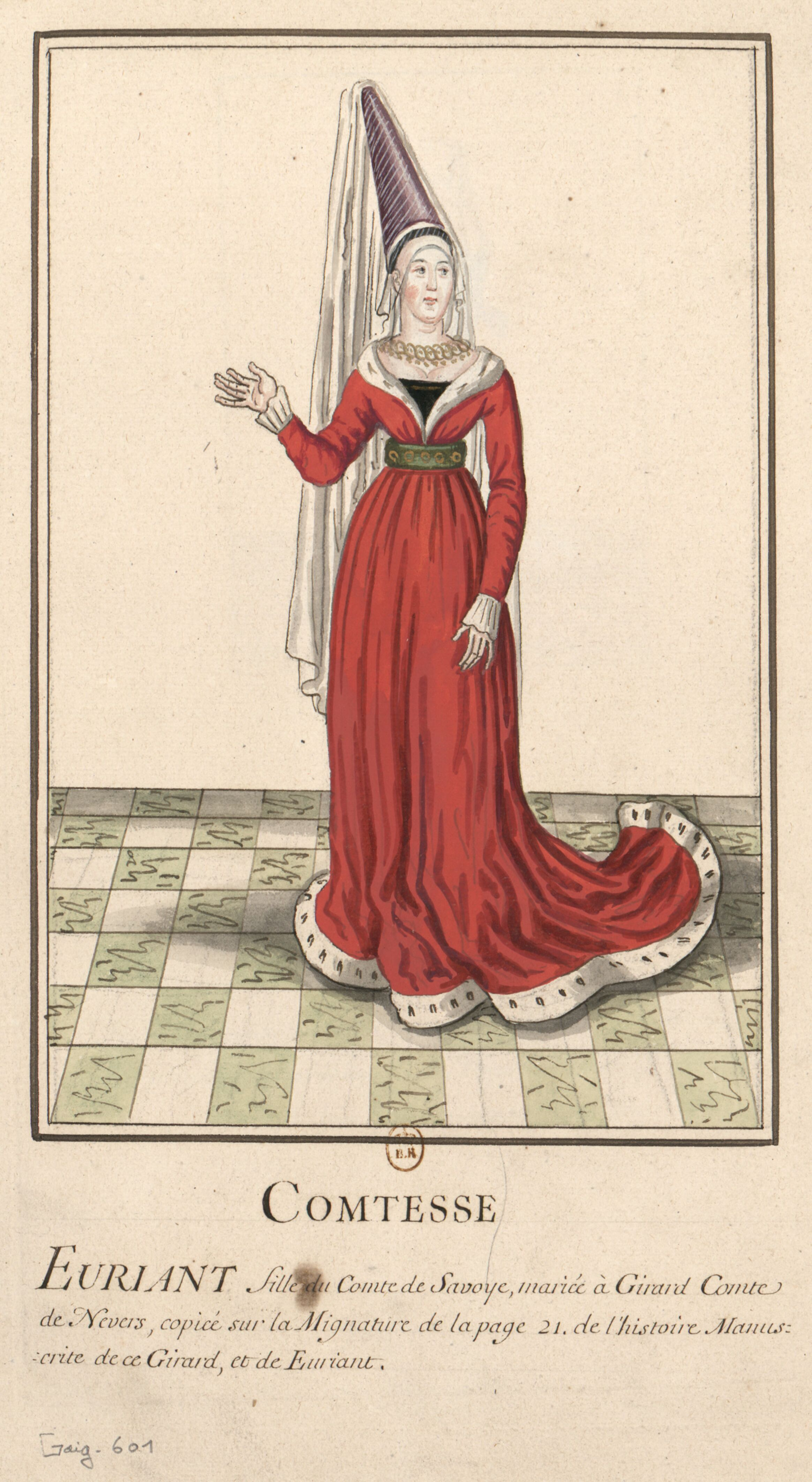
Robe à tassel, vers 144O

La robe à tassel ou robe bourguignonne ou encore robe à col en V, était un vêtement féminin de la seconde moitié du XVe siècle. Ce vêtement était une évolution directe de la houppelande mixte. Elle fut très présente en Europe de l'ouest et particulièrement à la cour des ducs de Bourgogne. Dès 1480, la robe à tassel commence à s'effacer pour laisser place un style renaissance.

## Anachronisme du nom
Le mot tassel, qui désigne la pièce de tissus qui cache la poitrine, est anachronique car apparut plus récemment et ce n'est vraisemblablement qu'à partir des années 2000 qu'on utilise ce terme pour designer ce type de robe[réf. souhaitée]. Or, ce type de robe n’avait pas de nom unique universel à l’époque. On pouvait parler de « robe de drap fourrée », « houppelande de velours », ou simplement « robe » suivie du matériau. D'ailleurs au milieu du XVe siècle, le terme de houppelande qu'elle soit féminine ou masculine au évolue au profit du seul terme "robe". Les inventaires de garde-robe de Marguerite d’York, Marie de Bourgogne ou d'Isabelle de Portugal mentionnent souvent des « robes de velours cramoisi fourrées d’hermine », similaires dans la coupe et l’apparence.

## Historique
La robe à tassel découle de la houppelande qui elle, était mixte (masculin et féminin) dont on retrouve la forme. C'est en fait son appropriation et son adaptation par et pour les femmes, qui fait apparaitre cette robe vers 1440. La houppelande féminine était semblable à une robe de chambre actuelle fermée avec une ceinture. Elle était très ample avec de larges manches, puis la mode évolue vers des vêtements plus cintrés et près du corps. C'est dans ce contexte que la houppelande est modifiée pour arriver à la robe à tassel qui elle, est fermée et arbore ce col en V si caractéristique. Elle devient par la suite, la robe emblématique de la seconde moitié du XVe siècle en Europe de l'ouest et plus particulièrement au sein des états bourguignons ou elle apparait dans deux nombreuses peintures et enluminures bourguignonnes.
Elle reste au premier plan jusqu'à la décennie 1480 ou elle commence à être supplantée par la robe de style renaissance au col carré. Elle disparait complètement au tout début du XVI siècle.

## Caractéristiques
- Large encolure dégagée, en "V", souvent bordée de fourrure blanche (hermine ou imitation) où de satin.
- Tissu noble : velours, drap de laine fin, parfois soie.
- Traîne dont la longueur était codifiée, longue pour les dames de haut rang, inexistante pour les non nobles, elle était symbole de richesse et de rang élevé[7].
- Portée avec un voile avec un hennin ou un escoffion le plus souvent[8]

- Serrée par une large ceinture sous la poitrine[9],
- Un ou plusieurs jupons

Cette robe, plus ou moins épaisse selon l'époque de l'année pouvait être doublée de fourrure ou de satin.

## Galerie

Robe vers 1455,par Petrus Christus
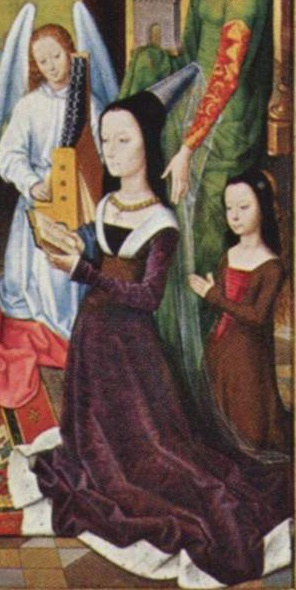
Lady Donne et sa fille vers 1460 par Hans Memling
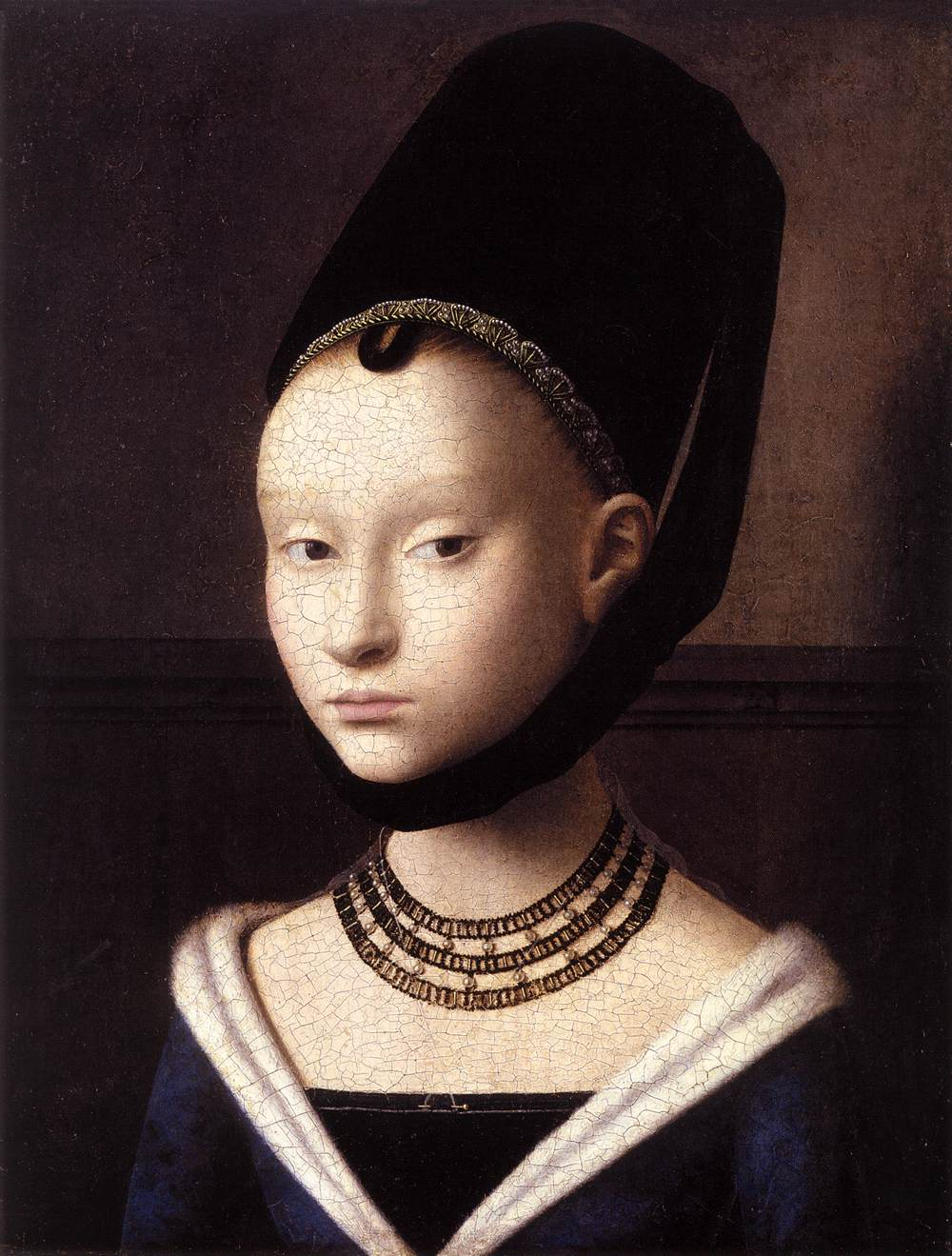
Portrait d'une jeune fille vers 1470, Petrus Christus
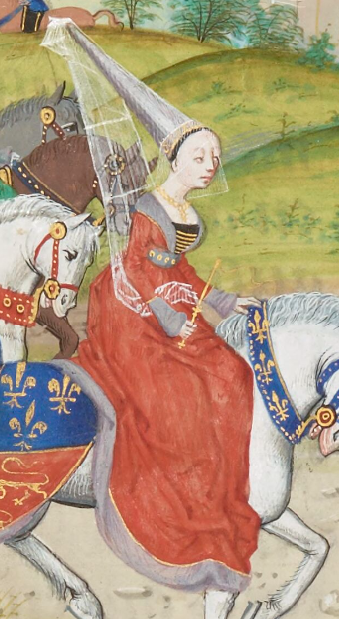
Isabelle de France, vers 1475, par Jean Froissart
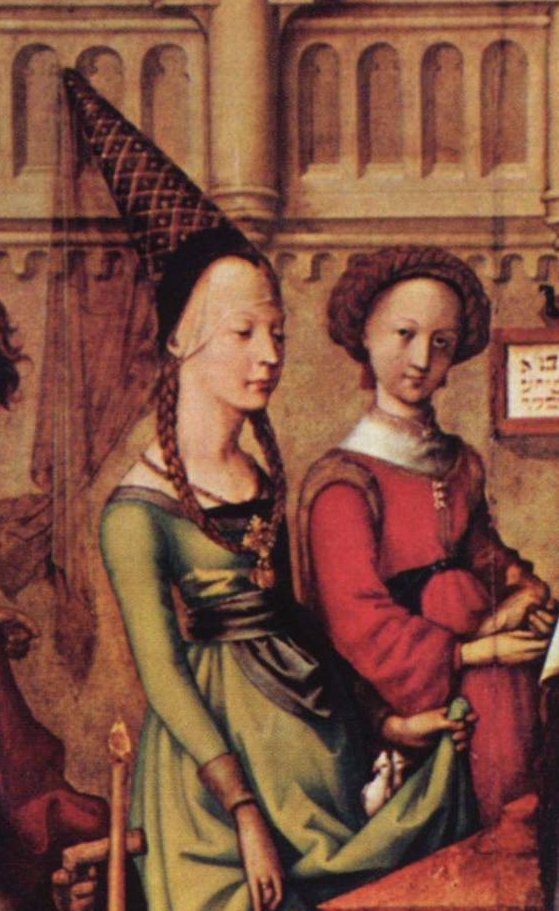
Robe vers 1500, par Hans Holbein